# Спиридон (архиепископ Афинский)
Архиепи́скоп Спиридо́н (греч. Αρχιεπίσκοπος Σπυρίδων; в миру Спири́дон Вла́хос, греч. Σπυρίδων Βλάχος; 1873, Хили Евксинская, Османская империя — 21 марта 1956, Афины, Греция) — епископ Элладской православной церкви, её предстоятель с титулом архиепископ Афинский и всея Эллады (1949—1956).

## Биография
Родился в 1873 году в Хили Евксинской (ныне район Стамбула) на берегах Босфора в благочестивой семье.
Начальное образование получил в школе Хили Евксинской, а позднее поступил в Патриаршую Великую школу Фанара. В 1895 году окончил богословскую школу на острове Халки.
Служил проповедником и учителем местных школ в Галатской общине. В 1900 году рукоположен во иерея, возведён в сан архимандрита и назначен Эпитропом и проповедником в Кавалу Ксанфской митрополии.

## Епископское служение
16 июля 1906 года хиротонисан в сан митрополита Веллийского и Коницкиого, где проявил себя ревнителем просвещения и открыл несколько школ.
В 1914 году был министром образования в правительстве недолго просуществовавшей Автономной республики Северного Эпира.
1 октября 1916 года переведён на Яннинскую митрополию, где также заботился о просвещении и развитии деятельности церковных общин.
27 октября 1922 года назначен митрополитом Амассийским, но 15 апреля 1924 года возвращён на Яннинскую митрополию.
4 июня 1949 года избран Архиепископом Афинским. Многое сделал по охране церковного имущества, организации катехизических школ, по улучшению положения греческой общины на Кипре.
Скончался 21 марта 1956 года в Афинах от последствий флегмоны правой ноги. Погребение состоялось 24 марта на первом афинском кладбище, на участке захоронений афинских Архиепископов. В церемонии принял участие Местоблюститель патриаршего престола митрополит Верийский и Наусский Александр (Диланас) с сонмом греческих архиереев и представитель Константинопольского Патриархата митрополит Фтиотидский Амвросий.